# Lijst van voetbalinterlands Nederland - Zuid-Afrika (vrouwen)
Deze lijst van voetbalinterlands is een overzicht van alle voetbalwedstrijden tussen de nationale vrouwenteams van Nederland en Zuid-Afrika. Nederland en Zuid-Afrika hebben negen keer tegen elkaar gespeeld. De eerste wedstrijd was op 1 februari 2000 in Johannesburg. 

## Wedstrijden
| № | Plaats       | Datum            | Competitie        | Wedstrijd               | Uitslag |
| - | ------------ | ---------------- | ----------------- | ----------------------- | ------- |
| 1 | Johannesburg | 1 februari 2000  | Vriendschappelijk | Nederland − Zuid-Afrika | 2 − 0   |
| 2 | Pretoria     | 10 augustus 2008 | Vriendschappelijk | Zuid-Afrika − Nederland | 1 − 2   |
| 3 | Nicosia      | 12 maart 2009    | Vriendschappelijk | Nederland − Zuid-Afrika | 5 − 0   |
| 4 | Amsterdam    | 13 juli 2009     | Vriendschappelijk | Nederland − Zuid-Afrika | 3 − 2   |
| 5 | Waalwijk     | 4 juni 2016      | Vriendschappelijk | Nederland − Zuid-Afrika | 1 − 0   |
| 6 | Waalwijk     | 7 juni 2016      | Vriendschappelijk | Nederland − Zuid-Afrika | 2 − 0   |
| 7 | Kaapstad     | 19 januari 2019  | Vriendschappelijk | Zuid-Afrika − Nederland | 1 − 2   |
| 8 | Den Haag     | 12 april 2022    | Vriendschappelijk | Nederland − Zuid-Afrika | 5 − 1   |
| 9 | Sydney       | 6 augustus 2023  | WK 2023           | Nederland − Zuid-Afrika | 2 − 0   |

## Samenvatting
| Competitie        | Totaal gespeeld | Winst Nederland | Gelijk | Winst Zuid-Afrika | Doelsaldo Nederland – Zuid-Afrika |
| ----------------- | --------------- | --------------- | ------ | ----------------- | --------------------------------- |
| WK-eindronde      | 1               | 1               | 0      | 0                 | 2 − 0                             |
| Vriendschappelijk | 8               | 8               | 0      | 0                 | 22 − 5                            |
| Totaal            | 9               | 9               | 0      | 0                 | 24 − 5                            |